# 아리사 미하일로브나 쿠죠
아리사 미하일로브나 쿠죠(일본어: アリサ・ミハイロヴナ・九条 아리사 미하이로브나 쿠죠오[*], 러시아어: Алиса Михайловна Куджо)는 일본의 라이트 노벨인 《가끔씩 툭하고 러시아어로 부끄러워하는 옆자리의 아랴 양》 시리즈의 메인 히로인이다. 아랴(일본어: アーリャ, 러시아어: Аля)라고도 불리우며, 작중 세이레이 학원의 1학년에 재학 중으로 학생회 내 회계를 맡고 있다. 혈액형은 A형이다
그리고 예쁘다.

## 개요
이 작품의 메인 히로인. 애칭은 아랴(Аля)이다. 11월 7일생. 러시아인 아버지와 일본인 어머니, 한살 위인 언니를 둔 혼혈 미소녀로, 1학년 B반에 속하며 학생회 회계를 맡고 있다. 외모는 유키와 함께 학년의 2대 미희(二大美姫)로 불리며, 성적도 우수하다. 초등학교 입학 시 부모의 전근에 맞춰 일본에서 4년간 체류하고, 그 후 러시아에서 5년간 생활한 후 다시 일본으로 돌아와 중학교 3학년 때 세이레이 학원 편입시험에 합격했다. 편입 이후 전교 1등 성적을 유지하고 있다.
성실하고 패배하길 싫어하고 항상 1등을 목표로 하는 노력파이며, 사소한 수업 과제를 비롯한 모든 일에 최선을 다하는 성격이다. 그 때문에 의욕이 없는 반 친구들로부터 귀찮은 일을 떠맡겨지는 경우가 많았고, 다른 사람에게 의지하지 않고 혼자서 해내는 자세가 몸에 배어 「고고한 공주님」(孤高のお姫様)라고 불리게 되었다. 하지만 학교 행사에서도 무리해서 혼자서 해내려고 했을 때, 주변과의 대인관계를 잘 조율하며 자신을 받쳐주는 마사치카의 재치와 친절함을 접하고 그를 이성으로 의식하게 된다.
부끄러운 말이나 마사치카에게 들키고 싶지 않을 때 그가 알아듣지 못하는 러시아어로 말을 한다. 하지만 마사치카가 러시아어를 할 줄 안다는 것을 모르기 때문에 부끄러운 언행을 마사치카에게 들키고 있다.

## 작중 행적

### 1권

"Милашка(귀여워)"

아름다운 용모와 여러 재능을 겸비했으나, 완벽주의적인 성향으로 인해 이상적으로 생각하는 자아상을 향한 끊임없는 노력을 멈추지 않는다. 아리사가 가진 차갑고 승부욕 강한 성격은 초등학생 시절 블라디보스토크에서 자라며 형성된 것이다.
중학교 3학년이 되던 해, 아리사는 아버지의 일 때문에 일본으로 돌아왔다. 부모님의 추천으로 일본 최고의 명문인 세이레이 학원에 편입하게 된 그녀는, 이곳에서 자신과 대등하게 경쟁할 수 있는 상대를 만날 수 있으리라는 기대에 부풀었다. 하지만 편입 시험에서 전교 1등을 차지하며 그 기대는 순식간에 무너져 내렸다. 그러나 이러한 실망도 잠시, 아리사는 자신과 성이 비슷하단 이유만으로 옆자리에 앉게 된 남학생, 쿠제 마사치카를 만나게 된다.
그해 9월에 접어들며 방과후까지 홀로 남아 문화제를 준비하던 아리사는 이제 그만 집에 돌아가라는 쿠제에게 자신의 불만을 토로하게 된다. 쿠제는 『쿠죠 양이 노력하고 있다는 건 알아.』라며 노력을 인정해준다. 하지만 쿠제는 "노력의 방향성이 잘못되었다"며 혼자 해내려는 아리사의 신념을 정면으로 반박한다. 쿠제는 수예부에 도움을 청해 의상을 지원받고 합숙소 사용을 허가받는 등 다방면으로 협력을 이끌어내며, 모두의 의욕을 돋구면서 작업 속도를 높힌다. 결과적으로 이들의 반은 목표 이상의 퀄리티로 귀신의 집을 완성한다. 문화제가 막바지에 접어들고, 후야제에서 아리사는 쿠제에게 고마움을 전한다. 아리사는 쿠제에게 원하는 것이 없는 지 묻고 쿠제는 가족들이 부르는 애칭으로 부를 권리를 청한다. 이를 계기로 쿠제는 아리사를 '아랴(Аля)'로 부르게 되었고 아랴는 쿠제에 대한 관심을 키워가기 시작한다.
1년 후, 고등학교 1학년이 된 아랴와 쿠제는 같은 반으로 전과 같이 옆 자리가 되었다. 어느 날 아랴는 언니인 마샤(마리야)에게 중학교 시절 쿠제와의 일화를 들려주고, 연심을 의심받는다. 6월, 아랴는 새로 발족된 학생회에 들어가 회계 업무를 맡게 되고, 교정 사용으로 인해 발생한 축구부와 야구부 간 다툼을 중재하려다 난관에 부딪힌다. 독설과 싸움에 아랴가 안절부절하는 사이 쿠제가 나선다. 이제껏 소꿉친구인 스오우 유키의 학생회 제의를 연신 거절하던 쿠제는 자신을 '학생회 서무'로 소개하며 찾아와 아랴를 감싸주었고, 이내 분쟁을 빠르게 해결한다.
그날 저녁, 아랴는 쿠제가 유키의 회장 선거를 도우려 학생회에 들어온 것인지 묻는다. 아랴는 학생회장을 노리고 있었고, 마찬가지인 후보이자 중등 시절 전 회장인 유키와 이듬해 경쟁할 예정이었다. 뜻밖에도 쿠제는 이를 부정한다. 오히려 아랴를 학생회장으로 만들어주겠다며 "내 손을 잡아!"라 말하고, 아랴는 화답한다.

### 3권
다음 날, 학생회는 방학식을 준비한다. 리허설을 마친 아랴는 쿠제로부터 박수를 받지만, 전교생 앞에서 인사를 해야한다는 생각에 여전히 불안해한다. 그런 아랴에게 쿠제는 조언을 건내며 함께 작전을 짠다. 그때 둘 앞에 유키와 아야노가 나타나고, 대화를 주고받으며 그녀의 견제를 받는다. 아랴는 그런 유키 앞에서 "왜 학생회장이 되려는지에 대한 대답은 내일 답하겠다"고 선언한다. 그 후 쿠제의 선전포고가 이어지고, 학생회 2학년 3명이 나타나 확인을 거친다. 1학년 인사 순서를 정해야 하는 상황 속 마리야의 동전 던지기에서 승리한 유키가 고민 끝에 선공을 선택한다.
방학식 당일, 학생회 인사가 다가왔다. 유키는 먼저 "투서함을 통해 학생들의 요청을 실현하겠다"는 공약을 내세우며 중등부에서 쌓아온 2년간의 학생회 경력을 강점으로 내세우고, 아야노는 유키를 뒷받침한다. 아랴의 차례가 오자, 아랴는 러시아어로 몇 마디를 내뱉으며 주목을 모은다. 이내 "너무 긴장해서 러시아어가 나왔다"며 농담을 던진다. 이것이 바로 쿠제의 전략이었고, 이어 아랴는 자신의 노력과 성장을 청중들에게 어필한다. 하지만 긴장 탓에 점점 불안감이 커져 패닉 상태에 빠진다. 그 순간 뒤에서 러시아어로 들려오는 누군가의 목소리가 아랴를 붙잡는다. "Не вешай нос(앞을 봐)!"라는 격려의 말 덕분에 아랴는 평정심을 되찾고, 스스로가 '완벽하지 않음'을 받아들이며 연설을 성공적으로 마무리한다.
뒤이어 쿠제가 연설대에 섰다. 쿠제는 자신을 유키의 '그림자 부회장'이라 소개하며 나르시시스트적인 유머로 청중의 시선을 사로잡았다. "바람 피우는 게 아니라 유키와 깔끔히 정리했다"는 말로 분위기를 가볍게 띄운 그는 아랴의 진솔함을 강조하며 그녀를 응원해달라고 부탁한다. 마지막으로, 이전 학생회를 언급하며 "패배한 측도 학생회로 받아들이겠다"는 선언과 함께 사야카와 노노아의 합류를 보이며 연설을 끝맺는다. 교내 방송이란 전초전에도 불구, 학생 인사는 결과만 무승부일 뿐 과정은 유키의 패배였다. 유키는 동경하던 오빠가 이겼다는 것에 한편으론 개운함을 느꼈지만 이런 마음가짐으로는 이길 수 없음을 상기한다.
방학식 이후, 아랴와 쿠제는 시험 성적을 확인한다. 쿠제는 33위로 '30등 안에 들기'란 내기는 아랴의 승리였다. 예상치 못한 결과에 아랴는 당황해하고, 쿠제가 "소원은 무엇으로 할 거냐"며 묻자 아랴는 생각해보겠다고 애매하게 대답한다. 쿠제는 일전에 아랴가 러시아어로 말한 【이름】을 떠올리고, 선거전에서의 친밀감을 어필하기 위해, 그는 서로를 이름으로 부르자고 제안했다. 아랴는 부끄러운 듯 쿠제의 이름을 불러본다. 헤어질 시간이 다가오자, 마사치카는 조심스레 아랴에게 여름 방학에도 자주 만나자고 말한다. 아랴는 용기 내어 "마사치카"라고 그를 불러 세운다. 돌아본 마사치카에게, 아랴는 "Не падай духом(앞을 봐줘)!"라 말한다. 그러곤 미소를 지으며, 마사치카에게 대답해준다.

### 4권 & 4.5권: 여름방학 편
아랴는 마사치카로부터 여름 방학 동안 같이 숙제를 하자는 제안을 받고, 두 사람은 사흘간 오직 숙제에 몰두한다. 언제나처럼 숙제를 하던 중, 마사치카는 아랴가 화장을 한 것을 눈치채 의문을 갖고 묻는다. 마사치카의 칭찬의 아랴는 칭찬이 늦다고 타박하고 러시아어로 【보기만 할거야?】라 묻는다. 망설이던 마사치카에게 시간 초과라며 아랴는 여자 마음을 공부하라고 일갈한다. 도발당한 마사치카가 남자 마음을 알려준다며 둘이 마사치카의 방에서 치킨 게임을 벌이던 중, 아랴는 마사치카의 침대에서 유키의 머리카락을 발견하고 곧이어 마사치카의 목덜미에 있는 깨문 흔적을 발견한다. 이에 마사치카는 "유키와 프로레슬링을 하다 물렸다"라는 어색한 변명을 내놓지만, 아랴는 그런 마사치카를 기절시킨다. 잠시 뒤 아랴는 마사치카에게 에스코트를 하라며 함께 데이트를 나선다. 그러던 도중 아랴는 마사치카의 여러 가지를 묻고, 그중 유년기에 대해서 "어린 시절에는 성실했다"라는 말을 듣고는 잠시 생각에 잠긴다.
어느 날, 아랴는 이전에 유키, 마사치카와 갔던 라멘 가게에 도전하기로 마음먹는다. 가게 안으로 들어가자, 예상치 못하게 아야노와 마주친다. 아랴는 아야노에게 합석하게 되는데, 두 사람은 그리 친하지 않았기에 침묵이 이어진다. 매운 음식을 먹지 못하는 둘은 서로 맵다는 진실을 숨기며 태연한 척을 한다. 결국 매운 라멘에 아랴가 혼이 나가자 아야노는 아랴를 데리고 나가며, 아랴가 매운 것을 못먹는단 사실을 알게 된다. 아야노는 "앞으로 함께 수행하자"는 제안을 하고, 아랴는 동의한다.
여름 방학 동안, 학생회장인 토우야가 임원들을 소집한다. 토우야는 학교에 퍼져 있는 '7대 불가사의'라는 괴담을 언급하며, 이 소문 때문에 학교에 침입하는 학생이 많음을 설명한다. 그리고 이 골칫거리를 해결하기 위해 학생회가 직접 조사를 진행해 소문을 잠재우자는 아이디어를 제시한다. 소문 중 하나의 조사를 마치고, 마사치카, 유키, 아랴, 마리야 4명이 옥상을 조사한다. 이들은 발자국과 함께 '옥상에 업자가 출입한 흔적'으로 포장하려 한다. 아랴와 유키는 마사치카가 발자국을 남기도록 압박하고, 마사치카는 옥상에서 하고싶었던 충동적인 말을 내뱉는다.
아랴와 마사치카는 이후 《보이지 않는 고양이》를 조사하기 위해 체육 창고로 향한다. 그곳에 도착하자 둘은 고양이 소리를 듣고, 호기심에 이끌려 창고 안으로 들어간다. 하지만 문이 저절로 닫히며 창고는 잠기고, 아랴는 마리야에게 연락하지만 닿지 않는다. 창고 안은 무더운 여름 열기로 가득 차 있었고, 둘은 새로 도입이 논의되고 있는 여름 교복에 대한 이야기를 나누며 잠시 시간을 보낸다. 더위에 지친 마사치카는 겉옷을 벗는다. 이에 아랴는 조심스러운 말투로 경계하며 상황을 의식했고, 마사치카가 무신경했다고 사과하자 러시아어로 【떨렸단 말이야】라 중얼거린다. 그때, 구멍 뚫린 곳으로 들어온 고양이를 발견하고, 마침 유키가 나타나 잠긴 문을 열어주며 소문도 해결한다.
여름 방학의 어느 날 유키는 오빠 마사치카에게 최면을 건다. 아랴는 마사치카 집에 놓고 온 스마트폰을 찾으러 오는데, 마사치카가 문을 열자 아랴도 그대로 최면에 빠진다. 이후, 거실에서 깨어나게 되는데 학생회 메세지에 올라온 마사치카의 나르시시즘에 빠진 모습이 담긴 영상을 보고 마사치카 앞에서 폭소한다.
쿠죠 남매의 집. 아랴는 가라앉은 분위기의 마리야를 보고 당황한다. 그러나 학생회 합숙을 앞두고 수영복을 사러 가자는 말에 바로 기분이 전환된 마리야를 보고 아랴는 정색한다. 아랴가 매장에서 노출을 거부하고 잠수복과 같은 복장을 추구하자, 마리야는 쿠제를 꺼내오며 경쟁심을 불태우고 결국 아랴의 마음을 바꾸는 데 성공한다. 수영복 구입 이후 이곳저곳을 돌아보잔 마리야를 두고 아랴는 자신이 가져가겠다며 홀로 집으로 향한다.
8월이 되고, 학생회장 토우야가 기획한 학생회 합숙의 출발일이 된다. 쿠죠 자매가 도착하고, 아랴는 마사치카에게 일부러 이름을 부르며 인사를 건낸다. 유키는 아랴에게 호칭이 바뀌었음을 지적하고, 아랴는 동요하지 않고 '그렇다'고 대답한다. 유키는 합숙 기간 동안 라이벌 사이인 것을 잊자며 정전 협정을 제안하고, 아랴는 당황해하며 수락한다.
시간이 흘러 학생회 멤버들은 모래사장이 펼쳐진 켄자키 가문의 별장에 도착했다. 아랴는 대립 후보인 유키와 아야노와 함께 같은 방을 사용하게 되었다. 이내 아랴와 마리야는 수영복으로 갈아입고 밖으로 나오자, 아랴는 마사치카의 칭찬을 받는다. 학생회 전원은 모여서 기념 사진을 찍었고, 그 후 모두 함께 바다에서 수영을 즐긴다.
마사치카는 수영을 하던 중 보이지 않는 아랴를 찾기 시작한다. 회장에게서 아랴가 낚시대를 빌려 바위로 갔다는 이야기를 들은 마사치카는 곧바로 그녀가 있는 장소로 향한다. 바위 위로 올라가는 도중 발이 살짝 미끄러졌지만, 다행히 무사히 아랴를 찾는다. 마사치카는 아랴의 허리를 바라보며 함께 작년 문화제에서의 포크 댄스에 대해 이야기한다. 아랴는 마리야를 언급하며, 마사치카가 다른 여자에게 눈길을 주는 것에 대해 약간의 불만을 토로한다. 그러면서 러시아어로 【우리는 파트너 관계잖아】라며 【나만, 바라봐】라고 속삭인다. 마사치카는 학생회 선거전에 대해 설명하며 아랴가 남들에게 사랑받는 존재임을 상기시켜 준다. 그 말을 들은 아랴는 잠시 미소 지으며 【너도】라고 조용히 답한다.
낚시를 끝내고 돌아가던 중, 변수가 발생한다. 미끄러울 수 있으니 주의하라고 말한 순간, 아랴가 그만 발을 헛디딘 것. 당황한 마사치카는 재빨리 아랴를 감싸 안았지만, 그 과정에서 실수로 무언가를 움켜쥐고 만다. 전부 보고나서 상황을 직시한 마사치카는 얼어붙었고, 아랴는 얼굴을 붉히며 "죽어버려!"라 소리친다. 비록 고의는 아니었지만, 마사치카는 즉시 사과했다. 고쳐입은 아랴는 마사치카에게 러시아어로, 툭하고【책임져…… 결혼……】이라 중얼거린다. 그런 뒤, 벌이라며 마사치카를 세게 꼬집고는, 이만 돌아가자고 한다.
아랴는 별장으로 돌아와 목욕을 하던 중 속옷이 사라진 것을 발견한다. 순간 당황한 아랴는 고민하다가, 조금 전 마사치카와의 사건을 떠올리며 그때의 감정이 다시금 요동친다. 아랴에게는 연인을 만드는 것, 그리고 어리광을 부리거나 애교를 떠는 행동이 절대 허락되지 않는 일이었기에 더욱 혼란스러워 한다. 일단 지금 당장의 위기에 대처하기 위해 아랴는 셔츠와 반바지 차림으로 탈의실을 뛰쳐나온다. 그러던 중 마사치카를 마주치게 되었고, 마사치카는 "잠시 보자"며 다가온다. 아랴는 당황한 나머지 마사치카를 본인이 사용하기로 한 방으로 끌고 가 침대에 눕힌 후 베개를 얼굴에 놓고 때리고 나서 러시아어로 사과한다. 이후, 아랴는 마리야와 쿠제에 대해 이야기를 나누다가, 무심코 마리야에게 매몰찬 말을 하게 된다.
저녁이 되어, 전철에서 유키가 제안한 요리 대결이 시작되었다. 여자 다섯 명이 각각 요리를 만들고, 남자 두 명이 어느 요리가 가장 맛있는지 고르는 방식이었다. 화장실에 간다고 명목을 삼아 정찰을 나온 마사치카가 아랴의 요리를 맞출 수 있다고 하자, 아랴는 웃으며 【나를 선택하게 만들어주겠어.】라 말한다. 승부 시간이 되고, 마사치카는 아랴의 음식을 정확히 맞추는데 성공한다. 그러나 펠미니냐는 마사치카의 추리에 아랴는 미간을 찌푸리며 바레니키라 답한다.
모두가 잠에 들 무렵, 1학년 여자 방에서는 유키가 주최한 잠옷 파티가 시작되었다. 유키는 남자에 관한 일반론적인 이야기로 걸즈 토크를 시작했지만, 아랴가 점점 남자라는 표면 뒤에 숨겨진 마사치카에 관한 이야기만 하고 있는 것을 느낀다. 아랴는 좋아하는 과자에 대해 단 것을 좋아한다고 답하면서도 매운 것도 좋아한다고 덧붙인다. 아야노와 시선 교환을 주고받는 아랴를 보며, 유키는 서로 이름으로 부르자고 제안한다. 이후 유키는 가벼운 웃음 속에 아랴에게 어째서 마리야와 같은 방을 쓰지 않는지 물었다. 이에 아랴는 "다키마쿠라가 된다"고 대답하며 마리야의 독특한 잠버릇에 대해 불평스럽게 털어놓았다. 마리야가 자는 동안 아랴를 꼭 껴안는다는 사실에 유키와 아랴는 웃음을 터뜨렸고, 방 안은 밝고 유쾌한 분위기로 가득 찬다.
이후 유키가 이상형에 대한 이야기를 꺼내자 아랴는 "항상 노력하고 성실하며 존경하는 사람"이라고 답한다. 이에 유키는 "그건 멋진 라이벌이지 연애 대상은 아닐 것 같다"고 말한다. 아랴는 유키의 지적에 놀란 듯 고민하다가 고개를 끄덕인다. 아랴는 유키에게 마음에 둔 사람이 있는 지 묻고, 의도를 이해한 유키는 "글쎄요"라며 얼버무린다. 반대로 유키가 아랴에게 질문하고, 대화를 통해 유키는 아랴가 순정파라고 결론내린다. 이후 만담을 이어가면서, 셋은 우정을 쌓아간다.
다음 날, 학생회 멤버들은 재미삼아 왕게임을 시작했다. 게임 중 마사치카가 왕이 되어 아랴에게 노래를 부르라는 명령을 내렸다. 아랴는 망설였지만 이내 세이레이 학원의 교가를 부르기 시작했고, 그녀의 맑고 청아한 미성에 모두가 감탄하며 박수를 보낸다. 이후 게임이 계속되자 이번에는 유키가 왕이 되었다. 유키는 장난스럽게 마사치카와 아랴에게 키스를 하라는 명령을 내린다. 순간 긴장감이 감돌았지만, 마사치카는 웃으며 "비가 그칠 때까지 게임을 하기로 하지 않았냐"고 말하며 능숙하게 상황을 모면한다.
오후 일곱시가 되고, 학생회 전원은 화사한 유카타를 차려입고 인근의 신사로 축제를 즐기러 간다. 아랴는 마리야와 함께 솜사탕을 들고 돌아오던 중, 디지털카메라를 들고 있는 마사치카와 마주친다. 마사치카는 유카타를 입은 아랴를 보고 칭찬을 건넸고, 사진을 찍어준다. 그러나 축제 내내 마사치카는 여러 가지 작은 실수를 연달아 저질렀다. 금붕어 건지기에서는 너무 독선적으로 행동했고, 요요 낚시에서는 물을 흩뿌렸으며, 과녁 맞히기에서는 제대로 맞히지 못했고, 심지어 음식을 떨어뜨리기까지 했다. 사소한 실수들이 쌓이자 마사치카는 점점 풀이 죽어간다. 그 모습을 본 아랴는 그의 곁으로 다가가 위로해준다. "무슨 일이든 해내는 마사치카도 이렇게 풀이 죽을 때가 있구나"라며 웃음을 지어 보인다. 그러면서 그녀는 마사치카의 손을 따뜻하게 움켜쥐고, "숨기지 말고 그런 모습도 보여줘"라고 말하며 버팀목이 되고 싶다는 응원의 말을 건넨다.
"마음만으로도 기쁘다"는 마사치카의 말에 어딘지 모르게 언짢은 기색을 띠었던 아랴는 타코야키를 사오더니, 게임을 하자고 제안했다. "유키의 명령을 피하는 건 마치 도망치는 것 같지 않아?"라고 도발하듯 말한 아랴는, 마사치카가 이기면 무릎베개를 해주겠다고, 반대로 그가 지면 자신을 인적 없는 곳으로 데려가 키스해달라고 선언한다. 게임은 러시안룰렛 타코야키. 와사비가 잔뜩 들어간 하나의 타코야키를 찾아내는 것이 규칙이었다. 그러나 마지막 타코야키 하나를 집어들던 마사치카는 뭔가 묘한 위화감을 느낀다. 그제야 마사치카는 이 게임에 애초에 꽝이 존재하지 않았다는 사실을 깨닫는다. 아랴가 【내가 이겼어.】라며 승리의 미소를 짓는 순간, 마사치카는 마지막 타코야키를 입에 넣고는 지는 척 연기를 한다.
아랴가 무슨 일인지 눈을 크게 뜬 순간, 마사치카는 한 손으로 그녀를 끌어안는다. 다른 손으로는 아랴가 쥐고 있던 용기를 빼앗았고, 어느새 상황의 주도권을 쥔 것은 마사치카였다. 밤하늘을 수놓은 불꽃을 뒤로하고 둘은 무리에서 이탈해 조용한 주차장으로 달려간다. 둘은 밤하늘을 바라보았고, 돌아본 마사치카의 볼에 아랴의 입술이 닿는다. "마사치카는 어디에 키스해줄거야?"란 질문에 마사치카는, 고민 끝에 아랴의 머리카락에 입술을 대고 자신은 치킨이라 말한다. 아랴는 키스를 받은 머리카락에 자신의 입술을  맞추며, 씨익 웃는다. 마사치카는 아랴의 숨길 수 없는 연심을 눈치채며 오색찬란한 밤하늘을 바라본다.
다음 날 오후 세 시. 학생회 멤버들은 피로에 지쳐 대화도 없이 전철을 타고 있었다. 아랴는 잠결에 든 마리야에게 팔을 붙잡히고 순순이 따른다. 마사치카와 유키도 이런 상태인 건 마찬가지였고, 둘만이 깨어있게 되자 어젯밤의 이야기를 나누기 시작한다. 유키가 잠들지 않았다는 사실을 알게 된 마사치카는 급히 화제를 돌리려 했지만, 아랴에게 일부러 이야기를 돌리는 것이냐는 말을 듣는다.
마사치카는 진지한 표정으로 최면에 걸린 자신의 영상을 틀며 유키가 잠들었음을 확인하고 아랴에게 사과한다. 아랴는 기쁨을 감추지 않고 키스를 축복이었다고 표현한 뒤, 아무한테나 하는 것이 아니라며 【너한테만 해.】라 중얼거린다. 마사치카는 뭐라 한거냐고 러시아어를 묻자 아랴는 「너한테만 해」였다고 있는 그대로 전한다. 그런 아랴를 바라보며 마사치카는 어린 시절의 트라우마로 인해 본심을 얼버무리는 자신의 습관을 자책한다. 그리고는 아랴에게 "나도"라 답한다. 마사치카는 자신을 놀리는 아랴에게 "벌칙으로 볼에 키스를 받는 건 싫잖아?"라 묻고, 아랴는 "글쎄"라며 자신의 볼을 톡톡 두드리더니……

### 5권: 문화제 상편
아랴와 마사치카가 단둘이 여름 방학 숙제를 하던 중, 마사치카는 세이레이 학원의 문화제인 추령제에 대해 이야기를 꺼낸다. 추령제는 학생회 전원이 함께 준비하는 큰 행사이자 다가오는 선거전에 중요한 성과를 낼 기회라며 그 중요성을 강조하고, 그러면서 둘만의 의사소통 방법을 확립할 필요가 있다고 제안한다. 마사치카는 아랴의 러시아어와 행동 등을 통해 하고 있는 생각을 파악하려 시도하고, 이 과정을 통해 허풍 신호를 정하는 것이 좋겠다고 말한다. 여기서 아랴는 머리카락 만지는 평소 버릇을 왼손으로 할 때로, 마사치카는 머리를 긁적일 때로 허풍신호를 정하기로 한다. 그 다음 마사치카는 손바닥 플릭이란 신호 방식을 아랴에게 알려준다. 그러나 아랴는 손바닥을 만지는 것에 대해 거부감을 느껴 하고, 이에 마사치카는 아랴의 반응이 자존심에서 비롯된 결벽증 때문이라 생각해 이에 대해 질문을 던진다. 둘은 이 주제를 두고 가벼운 논쟁을 벌이고, 결국 마사치카가 아랴의 손을 잡아 테스트해 본다.
문화제 준비 도중, 아랴는 마사치카의 부탁으로 밴드에 참여하게 된다. 마사치카의 친구 타케시와 히카루가 참여하고 있던 밴드가 내부 불화 및 멤버 탈퇴로 해체될 위기에 처하자, 지지자 확보와 팀워크에 도움이 될 것이란 마사치카의 말에 아랴는 보컬을 맡기로 한다. 이후 키보드에 노노아, 기타에 사야카가 참여한다. 연습이 끝난 후, 아랴는 마사치카와 리더 결정에 대해 이야기를 나눈다. 마사치카는 밴드 리더를 무대 당일에 정하자고 부탁했다며, 아랴에게 사야카가 발휘한 리더십에 밀리지 않도록 인정받으라 조언한다.
9월에 접어들며 새 학기가 시작되고, 밴드명을 정하는 자리에서 아랴가 내놓은 'Fortitude'란 명칭이 채택된다. 아랴는 회장의 노력으로 리뉴얼된 새 교복을 산 후 학생회실에서 마리야와 갈아입던 도중, 그곳에서 잠을 자다 깨어난 마사치카에게 들키게 된다.
그날 방과 후, 문화제의 첫 번째 회합이 열린다. 아랴는 마사치카가 선도위원장 카지와 유키와 자연스럽게 대화하는 모습을 지켜보며, 자신의 부족한 커뮤니케이션 능력에 자책감을 느낀다. 직후 자신이 최우선으로 여기는 마사치카도 자신을 최우선으로 여겨줬으면 하는 독점욕에 사로잡히고, 부정적인 생각이 스며들지만 이내 모두가 자신을 파트너로 인정하게 만들겠다고 결심한다.
잠시 뒤, 아랴는 마사치카에게서 퀴즈 연구부가 제안한 퀴즈 대결 기획서를 건네받는다. 마사치카는 선거전에서 특정 후보를 지지하는 단체가 의도적으로 승부를 준비한 적이 있다며, 유키에게 해답을 알려줄 수 있다고 경고한다. 하지만 아랴는 "깨부수면 된다"며 모처럼 없는 기회에 강한 태도로 임하고, 동시에 마사치카의 도움 없이 승리한다면 인정받을 수 있을 거란 생각에 투지를 불태운다.
밴드는 음악실을 빌려 본격적인 연습에 돌입한다. 노래를 선정한 지 사흘째, 아랴는 완성도 높은 노래 실력을 선보이며 타케시가 실수했을 때도 불만 없이 "실수에 개의치 말고 끝까지 해보자"며 타케시를 독려하고 농담을 건넨다. 아랴의 성장을 지켜보던 마사치카는 아랴가 문화제 실행위원회 업무도 잘 해낼 것이라 생각하지만, 타케시에게 보이는 아랴의 상냥한 태도에 미묘하게 신경이 쓰이는 것을 느낀다.
연습 중 마사치카가 음료수를 사러 갔다가 돌아오자마자 다시 나가는 모습을 보고 아랴는 의아함을 느낀다. 그때 사야카가 “쫓아가는 편이 좋을 것 같다”라고 조언하자, 아랴는 마사치카를 찾기로 결심한다. 층계참에서 마사치카를 발견하고, 아랴는 그와 대화를 나누기 위해 다가간다.
- 아랴: 마사치카의 태도가…… 좀 이상해서 쫓아왔어. 왠지 조금 거리가 느껴진달까…… 내가 뭐 잘못한 거야?
- 마사치카: 그건, 너도 마찬가지잖아?
- 아랴: 뭐……?
- 마사치카: 하아…… 미안해. 방금 그건 화풀이였어. 실은, 말이지. 저기, 네가 다른 애들과 친하게 지내는 걸 보고…… 뭐랄까…… 그러니까…… 좀 쓸쓸한 느낌이 든거야!
- 아랴: ……흐음, 그렇구나~.

5권 제9화
마사치카의 질투심 고백을 들은 아랴는 불안해하던 표정을 지우고 웃음기 가득한 표정을 짓는다. 그리고 마사치카의 어깨에 손을 얹더니, 볼에 키스를 해준다. 이어서 "안심했어?"라 물으며, 러시아어로 【너는 특별하니까.】라고 속삭인다. 그 후 아랴는 문화제의 여유 시간에 함께 있어 달라며 자신을 즐겁게 해달라고 부탁한다. 음악실로 돌아간 마사치카는 히카루에게 "너도 밴드의 멤버잖아"라는 말을 듣고, 아랴와 눈빛을 교환하며 마음이 한층 가벼워진다.
그렇게 제66회 추령제가 막을 올린다. 퀴즈 연구부의 선거전 퀴즈 주최 선언과 함께, 유키와 아랴 간의 대결이 시작된다. 퀴즈는 관객들이 아랴와 유키의 선택지가 적힌 일종의 앙케트 형태로 참여하며 진행되었고, 각 대립 후보 페어에게는 10초의 제한 시간을 가진 '헬프 콜'을 사용할 권리가 주어졌다. 초반 《사회》, 《이과》라는 초반 두 장르에서 아랴가 유키로부터 우위를 점하지만, 이후 《트렌드》 장르에서 아랴에게 익숙하지 않은 문제가 출제되자 유키에게 역전당한다.
유키는 아랴에게 헬프 콜을 사용하지 않는 이유가 자신이 쓰기 전까지 아랴도 쓰지 않으려는 고집 때문인지 묻는다. 이에 아랴는 유키에게 기획에 참여한 이유를 되물으며, 자신은 마사치카에게 걸맞은 인간임을 증명하기 위해서였다고 대답한다. 그리고 승패는 모두 혼자서 책임질 것이라고 선언하며, 결연한 의지를 드러낸다. 장르는 《산수》에 접어드는 한편, 관객석에서 일반 정답률이 11%란 소리를 들은 마사치카는 이 퀴즈가 점수 차가 줄지 않도록 설계된 시스템임을 깨닫는다.
퀴즈가 진행되는 동안 유키는 관객만이 맞출 수 있는 문제를 파악하고 헬프 콜을 사용해 정답을 맞힌다. 아랴가 절망에 휩싸인 순간, 멀리서 "헬프!"라는 소리를 듣게 된다. 헬프 콜은 페어 모두가 사용할 수 있었기에 마사치카가 이를 사용한 것이다. 10초 동안 전해진 메시지는 퀴즈 시스템을 암시하는 "제한 시간 직전에 답을 입력해!"와, 문제에 대한 어떤 힌트도 아닌 응원의 말이었다. 주저 없이 문제를 풀어낸 아랴는 "고마워, 마사치카"라며 감사의 인사를 전하고, 종래에 유키를 역전한다.
퀴즈 대결이 끝나고, 마사치카와 아랴는 무대 뒤편에 앉는다. 아랴는 자신이 마사치카에게 어울리는 파트너가 되고 싶었음을 밝히며, 인정받고 싶었지만 결국 틀린 것이었다고 말한다. 그리고 네 도움이 없었다면 결국 졌을 것이라고 덧붙인다. 마사치카는 언젠가 아랴가 자신을 뛰어넘을 것이라 확신하며, 그녀가 남들에게 인정받았다고 말한다. 아랴가 어떻게 그런 확신을 가질 수 있냐고 묻자, 마사치카는 "다름 아닌 내가, 무대 위에 선 너에게 끌려서야."라고 대답한다. 아랴는 마사치카에게 그가 자신의 파트너여서 정말 다행이라고 말하며 미소 짓는다.
그때, 무릎을 꿇고 있는 마사치카와 아랴가 손을 맞잡고 있는 모습을 본 실행 위원에게 "프러포즈 중이냐"라며 한 소리를 듣고 이후 다시 둘만이 남게 된다. 마사치카가 "결혼할 수 있는 나이가 아니잖아"라고 말하자, 아랴는 "약혼은 할 수 있잖아?"라며 마음에 정해둔 상대와 한다면 괜찮다고 대답한다. 그 말에 마사치카는 "재촉하는 것처럼 들린다"라며 약혼을 신청해야 마땅하냐고 농담하자, 아랴는 "바보"라고 반응하고 왼쪽 머리카락을 만지작거리며 말한다.

### 6권: 문화제 하편
퀴즈 대결 후, 아랴는 마사치카와 함께 반에서 운영하는 카페를 도우러 갔다. 그러나 같은 반 여자 친구 세 명에게 납치당해 엘프 코스프레를 하고 돌아온다. 마사치카는 아랴를 감탄하며 칭찬하고, 손님들은 퀴즈 승리를 축하해준다. 음료를 준비하던 중, 유카타를 입은 유키가 찾아와 아랴에게 결과를 자랑스럽게 여겨달라고 부탁한다. 이후 유키와 2학년이 하는 마술 쇼에 대해 대화를 나누다가 마리야 이야기를 하고, 아랴는 유키의 오빠에 대해서도 어떤 사람인지 물어본다. 집을 나가서 떨어져 산다는 것만 알던 아랴는 잠시 언급을 해도 되는 것인지에 대해 걱정했지만 유키에게서 양호한 관계이며 귀여운 사람이라는 설명을 듣는다. 잠시 뒤 왕자 옷차림의 마사치카가 나타나고, 아랴는 【귀여워】라 중얼거린다.
마사치카, 아랴, 유키는 사야카와 노노아가 운영하는 메이드 카페에 방문한다. 아랴는 노노아와 인사를 나누며 평소와 다른 모습에 당황한다. 음식을 주문한 후, 마사치카에게 메이드가 취향인지 물으며 유키와 함께 호흡을 맞추지만, 얼마 지나지 않아 유키와 티키타카하는 마사치카에게 질투심이 생긴다. 자리를 벗어난 세 사람은 유키의 제안으로 유키의 반이 운영하는 가게인 1학년 A반으로 향하고, 아랴는 그곳에서 요요 낚시에 도전한다. 그 사이 마사치카와 유키는 과녁 맞히기 코너에서 즐거운 듯 이야기를 나눈다. 아랴는 둘이서 뭘 했는지 쏘아붙이지만 아야노가 등장해 마사치카가 발경의 비기인 무간경을 사용했다고 말해주자 중2병같은 언행에 한심해한다.
마사치카는 언짢은 아랴의 기분을 풀어주려 말을 주고받다 서로에 대한 학생들의 태도가 자연스레 바뀐 것을 실감해한다. 마사치카는 방학식 인사와 실행위원 일을 하며 유명해져 평가가 바뀐 것이리라 짐작하고 "유능함은 숨길 수 없다"라며 농담을 한다. 그런 마사치카에게 아랴는 러시아어로 【좀 숨겨도 된단 말이야.】라 말하고, 이어서 둘이 있고 싶다는 것을 러시아어로 표현한다.
걷던 중, 엘프 코스프레를 한 아랴를 찍으려는 학생을 마사치카가 막아서며 허락을 받아야 한다고 말한다. 그 순간, 허락을 구하려는 여학생들이 몰리기 시작하고, 그때 여자 검도부 부장 키류인 스미레가 나타나 이를 제지하며 연기 섞인 말투로 "신사답게 행동해야 한다"고 말한다. 소동이 끝난 후, 아랴는 마사치카에게 감사 인사를 전한다. 이어서 둘은 마리야와 치사키가 운영하는 마술바를 찾는다. 아랴는 마리야가 제대로 마술을 할 수 있을지 걱정하지만, 음료 메뉴를 통해 마리야가 마술을 선보이자 놀라움을 감추지 못한다. 그러나 카드 마술이 실패하고, 아랴는 마리야에게 태클을 날린다.
의상을 갈아입어야 했던 아랴는 마사치카와 수예부로 간다. 그곳에서 마사치카는 한 여자 부원을 자신이 지은 별명인 '옆트임 선붸'라고 부르며, 아랴가 사진을 찍히려 했던 건에 대해 이야기를 나눈다. 그러자 아랴는 러시아어로 【너한테는…… 찍혀도 좋지만 말이야.】라고 중얼거린다. 마사치카는 그녀에게 사진을 찍지 않겠냐고 제안하고, 옆트임 선붸의 주관하에 둘은 수예부에서 함께 사진을 찍으며 문화제의 1일차를 마친다.
『그렇게 마음에 안 들면, 너 혼자 하면 되겠네!!』

누구 한 명 이해해주지 않을지라도, 나 자신이 내 노력을 알고 있으면 그것으로 충분하다.
『왜 학생회장이 되고 싶은 거야?』

내가 학생회장이 되려 하는 건, 더 이기적인 감정에 기인하고 있다. 나는 누군가에게 인정받고 싶은 것이다.
『쿠죠 양이 노력하고 있다는 건 알아.』

그는 마치 마법사 같은 사람이었다. 그라는 존재가 나에게 있어 구원이었다. 하지만, 무언가를 마음속에 품고 있지만, 그는 결코 그것을 보여주지 않는다. 어디에도 갈 수 있지만, 어디로 향하는지 종잡을 수 없는 마법사. 그의 깊은 내면을 향해 손을 뻗으려 하면, 항상 장난스러운 태도로 그 손길을 피했다. 
그래서, 물어볼 수가 없다.
“저기, 마사치카. 너는 뭘 원하는 거야? 뭘 품고 있는 거야? 언제까지 내 곁에 있어 줄거야? 너한테, 나란 애는……”
6권 프롤로그 <나의 마법사>
추령제 2일차가 시작되고, 아랴는 밴드 멤버들과 함께 라이브 전 마지막 리허설을 마친다. 마사치카가 리더를 정해야 한다고 말을 꺼내자, 타케시와 히카루는 아랴가 밴드 리더에 걸맞다고 말하며 곧 모두가 동의한다. 아랴의 'Fortitude'는 첫 라이브를 앞두고 제각각 파이팅을 외치고, 무대에 서기 20분 전 멤버들은 각자 가족을 마중하러 헤어진다.
아랴와 마사치카가 둘만 남게 되자, 아랴는 당장이라도 울 것 같은 표정을 짓는다. 당황한 마사치카가 리더가 된 것이 기뻤냐고 묻자, 아랴는 "나, 네 기대에 부응했어…?"라고 조심스럽게 말한다. 마사치카는 자신이 아랴에게 리더가 되라는 부담감을 안겨주고도, 정작 자신은 그녀에게 섭섭해했다는 것을 후회하며 사과한다. 그러자 아랴는 자신만이 노력하는 줄 알았는데 그렇지 않았음을 깨달았다며, 대인관계에 태만했던 자신을 자책한다. 마사치카는 그런 아랴를 쓰다듬으며 아랴의 노력을 상기시켜 주고, 아랴는 마사치카에게 얼굴을 묻으며 【인정받아서, 다행이야……】라고 속삭인다.
마음을 다잡은 아랴에게, 마사치카가 "좋아, 이제부터 무대에 설 준비를―"라고 말하는 순간, 무대 쪽에서 연속적으로 무언가 터지는 소리가 들려온다. 순간 둘은 무대 옆으로 달려가고, 폭죽이 터지는 것을 확인한 마사치카는 무대 위의 댄스부에게 내려오라고 소리친다. 그때 아랴는 망설임 없이 무대에 뛰어올라 마이크를 잡고 범인에게 멈추라고 단호하게 외친다. 아랴가 관객들에게 피난을 지시하는 순간 또다시 폭죽이 아랴를 향해 날아들고, 그 찰나 마사치카는 번개처럼 뛰어올라 폭죽을 걷어차 날려버린다.
마사치카는 아랴를 챙기며 그녀가 무사한 것을 확인한다. 그러고는 대처법을 궁구하던 중, 스미레가 눈에 들어오자 관객들에게 길을 터달라고 부탁한다. 스미레는 단숨에 범인을 제압하고 무대 위로 올라오고, 마사치카는 그녀에게 고마움을 전한다. 하지만 스미레는 아직 초대받지 않은 사람이 더 있음을 알려주며, 마사치카에게 주의를 당부한다.
마사치카는 아랴에게 자신은 실행위원회의 직무를 수행하겠다며 남아있는 관객들을 진정시키고 라이브를 성공적으로 마치라고 부탁한다. 아랴는 잠시 망설이지만, 마사치카는 매니저로서 라이브를 성공시킬 책임이 있다고 말하며 반드시 라이브를 펼치게 해준다고 말한다. 말을 끝낸 마사치카에게, 아랴는 신뢰에 찬 미소를 지으며 양손을 모아 쥐면서 “응, 믿을게.”라고 말한 뒤 조심하라는 말을 남긴다.
폭죽 소동이 일어난 지 40분 후, 무대 기획이 재개되고 초조해하는 아랴를 보며 밴드 멤버들은 그녀를 안심시켜준다. 아랴는 반드시 라이브를 하게 해주겠단 마사치카의 다짐을 떠올리며 마음을 다잡고, 멤버들에게 고마움을 전한다. 그 순간, 마사치카로부터 "힘내"란 메시지가 온 것을 확인하고, 아랴는 미소 지으며 【나도, 고마워.】라고 중얼거린다. 드디어 'Fortitude'의 차례가 다가오고, 다섯 사람은 무대 위에 오른다.
라이브는 예상보다 훨씬 뜨거운 열기 속에서 진행되었지만, 아랴는 가장 이 순간을 함께하고 싶었던 마사치카가 자리에 없다는 사실에 절망한다. 그러나 히카루가 다가와 말을 걸어주자, 아랴는 동료들의 존재를 다시금 떠올리며 힘을 내기로 한다. 보이지 않는 곳에 있을 마사치카에게도 마음이 닿기를 바라며, 아랴는 마지막 곡인 '몽환'을 시작한다.
라이브는 성황리에 마무리되었고, 우레 같은 박수와 뜨거운 반응이 쏟아졌다. 아랴는 그 순간, 자신이 "보답받았다"는 감정을 강하게 느낀다. 이제는 자신만의 인정이 아니라, 한 걸음 내디딜 때마다 그녀를 인정해 주는 사람이 많다는 사실을 깨닫는다. 무대에서 내려온 아랴는 멤버들에게 고개를 숙이며 진심으로 감사의 인사를 전한다.
그러나 히카루가 마사치카의 행방을 찾으며 주위를 둘러보자, 아랴도 함께 마사치카를 찾기 시작했다. 이 흥분과 감동을, 그로 인해 만난 세계와 동료, 그리고 그 감정을 마사치카와 나누고 싶었다. 그런데 그 순간, 아랴는 경음악부의 키류인 유쇼와 마사치카가 피아노 대결을 하고 있다는 소식을 듣고 충격에 빠진다. 그렇게 시선을 돌린 순간, 밴드의 전 멤버들이 찾아오고 노노아는 아랴에게 마사치카를 찾으러 가라 말한다.
이중 문을 열고 들어간 강당에 있는 것은, 정적과 피아노 소리뿐이었다. 마사치카를 눈에 담던 아랴는 그가 자신이 알지 못하는 이임을 깨닫는다. 자신이 아는, 항상 자신에게 진짜 마음을 숨기는 그는 이렇게 본심을 담아 연주하지 않는다. 아랴는 이 피아노 선율이 자신이 아닌, 누군가 다른 사람을 위한 연가임을 직감하며 가슴 깊이 강렬한 질투심이 일었다. 누구보다 잘 알고, 항상 곁에 서 있다고 믿었던 마사치카가 다시금 멀어져 가고 있었다.
아랴는 【나의 마법사……】라고 중얼거렸지만, 그 소리는 피아노 선율 속에 묻혀버린다.
피아노 연주가 끝나자, 아랴는 마사치카를 향해 달려가 그의 이름을 불렀다. 마사치카가 걱정스러운 목소리로 물었지만, 아랴는 하려던 말을 삼키고는 마사치카의 손을 잡아당긴다. 마사치카가 라이브에 대해 물어보며 계속해서 대화하려 시도하던 그때, 아랴가 마사치카를 끌어안고는 목을 깨문 뒤 키스한다. 놀란 마사치카는 일단 아랴를 진정시키려 등을 두드려주고, 아랴는 러시아어로 【너는, 내 파트너거든……?】이라고 속삭인다. 그리고 토우야에게 연락이 올 때까지, 아랴는 포옹을 계속한다.
문화제가 끝나고 실행위원회는 마지막 회의를 한다. 아랴도 회계 일을 끝마치고 회의에 참여하지만, 자신이 마사치카에게 한 일에 대해 후회하고 있었다. 마사치카가 자신을 생각하는 것 이상으로 자신이 마사치카를 특별하게 여겨서일까, 아랴는 자신도 마사치카에게 특별해지고 싶었다. 그래도 사과해야 한다는 생각을 가지면서, 박수소리와 함께 제66회 추령제 실행위원회가 해산한다.
대회의실을 나서려는 아랴를 마사치카가 불러 세운다. 마사치카는 아랴에게 같이 가줬으면 하는 곳이 있다고 말하고, 아랴는 복잡한 고민 끝에 좋다고 답하고 그를 따른다. 자신의 불합리한 분노와 마사치카가 언젠가 떠날 것이라는 불안감이 마음속을 한가득 채우는 가운데, 마사치카가 멈춰 선다.
그렇게 아랴가 수예부 부실에 들어가자, 낮에 본 옆트임 선붸가 기다리고 있었다.  당황한 아랴는 그녀의 안내로 새하얀 드레스를 입은 뒤 창고에서 나온다. 그 순간, 복장을 차려입은 마사치카와 마주하게 되고, 잘 어울린다며 칭찬을 듣는다. 무슨 상황인지 묻는 아랴에게 마사치카는 전에 문화제를 같이 돌아보기로 한 약속을 언급한다. 아랴는 마사치카의 상냥함에 눈물이 날 것만 같았고, 미소를 머금은 마사치카는 공주님 대접을 용서해달라며 "파트너가 될 기회를 주지 않겠습니까?"란 말과 함께 후야제 댄스 신청을 한다. 이후 부끄러워하는 마사치카의 속내를 들은 아랴는 웃음을 터뜨리고는, "네, 좋답니다."라 말하고 미소를 머금더니……
그 장면을 바라보던 옆트임 선붸는 셔터음을 내며 역시 무대 위에서 정열적인 말을 주고받은 사이 답다고 말한다. 그리고 그 말을 듣고 의아해하는 아랴에게, "무대 위에서 마사치카에게 "믿을게"라고 말했다던데……"라고 이어 말한다. 아랴는 기억을 떠올리고, '믿을게'라고 속삭였던 순간, 두 손에 모아 쥔 마이크는 스위치가 켜져 있었고…… 이어서 옆트임 선붸가 지금 화제가 되고 있으니 교정에 나가면 주인공이 될 것이라고 추격타를 날리자, 아랴는 "시, 싫어어어―!!" 라 절규한다.

## 매체에서
아랴는 제목에서 볼 수 있듯 가끔씩 툭하고 러시아어로 부끄러워하는 옆자리의 아랴 양의 라이트 노벨 원작, 만화, 애니메이션 모두에서 첫 화부터 등장하며, 모바일 게임으로 출시된 퍼즐데레(ぱずでれ)에서도 볼 수 있다. 원작이 판매 부수 500만부를 돌파하는 인기에 힘입어 넨드로이드화와 버츄얼 캐릭터 또한 만들어졌다.
TVA 애니메이션 1기에서, 오프닝과 12가지 엔딩 모두를 아랴의 성우 우에사카 스미레가 참여했다.

## 수상
| 연도   | 수상                                 | 순위 |
| ------ | ------------------------------------ | ---- |
| 2022년 | 이 라이트 노벨이 대단해! 여성 캐릭터 | 6위  |
| 2023년 | 이 라이트 노벨이 대단해! 여성 캐릭터 | 8위  |
| 2024년 | 이 라이트 노벨이 대단해! 여성 캐릭터 | 2위  |

## 여담
- 5년 간의 공백 끝에 일본으로 돌아왔음에도 시험 성적에서 최상위권을 유지한다.
- 마리야를 언니(お姉さん)라 부르지 않는다. 이는 일본 문화에서는 흔하지만, 러시아에선 주로 이름으로 부르기 때문이다.
- 10월 혁명이 일어난 11월 7일에 태어났다.[1]
- 어린 시절에 금발을 가졌었는데, 금발에서 은발로 변하는 것은 흔치 않은 경우이다.
- 단 것을 선호한다.
- 머리카락을 만지작거리는 습관이 있다.
- 아랴가 속한 쿠죠가(九条家)는 실제 일본에 존재하는 가문으로, 일본사 속 섭관직을 독점했던 다섯 섭가 중 하나에 속한다. 메이지 유신 이후 섭가는 공작 작위를 받았다.
- 아랴는 러시아어로 알리사라 발음하는데, 독일어 및 프랑스어에 뿌리를 두고 있는 앨리스에서 파생된 것이다.
- 아랴(アーリャ, «Аля»)는 애칭이다. 알리나(Алина), 알비나(Альбина), 알료나/알레나(Алёна) 등의 이름이 같은 축약어를 공유한다. 한국어로는 '알랴'로 발음되며, 알리야와는 다른 것으로 이 경우엔 아리야(アリーヤー)가 된다.

## 같이 보기
- 가끔씩 툭하고 러시아어로 부끄러워하는 옆자리의 아랴 양
- 우에사카 스미레
- 쿠제 마사치카

### 서지 정보
- SUN SUN SUN 저: 《가끔씩 툭하고 러시아어로 부끄러워하는 옆자리의 아랴 양 시리즈》 가도카와&디앤씨미디어

### 내용주
1. ↑  당시 급우들과의 조별과제에서 자신의 부단한 노력에 비해 형편없는 조원들의 조사 결과물을 보고 깊은 상처를 받았고, 이로 인해 타인과 거리를 두는 내성적인 성향과 모든 것을 해내고자 하는 경쟁심을 지니게 되었다.
2. ↑  아랴는 쿠죠, 마사치카는 쿠제이기에 배치되는 자리가 비슷하다.
3. ↑  세이레이 학원의 학생회는 특수한데, 학생회장과 부회장이 짝을 이뤄 입후보하고 임원은 그들이 직접 임명한다.
4. ↑  TVA판의 경우 일본어인 "喜んで!"로 바뀌었다.
5. ↑  유키가 "안일어나면 뽀뽀해버리겠다"며 깨문 자국이었다.
6. ↑  마사치카에게 여자 마음을 알려준다며 한 데이트 예행연습에서 그로부터 "매운 음식을 좋아한다"라고 들었기 때문이다.
7. ↑  아야노가 온 이유는 '경애하는 두 주군이 사랑하는 매운 요리를 자신도 먹을 수 있게 되기 위해서'이다.
8. ↑  "《행운을 부르는 계단》. 옥상 층계참에서 가챠를 돌리면 SSR이 나온다"를 유키가 해결했다.
9. ↑  "《옥상에 서 있는 누군가》. 출입 금지된 학교 옥상에 누군가가 서 있는 모습이 보인다"
10. ↑  《보이지 않는 고양이》. 체육 창고에서 고양이 울음소리가 들리지만, 본 사람은 한 명도 없다.
11. ↑  유키가 잠군 것이다.
12. ↑  여기서 아랴는 전에 마사치카가 말했던 '학생회 후보간 친밀감 어필'이란 명분을 그대로 사용한다.
13. ↑  작중 정황 상 유키가 한 것이다.
14. ↑  그렇기에 러시아어로 빈틈을 보이는 것에 스릴을 느껴 버릇이 되었다고 한다.
15. ↑  지금 하는 말이 거짓말 혹은 허풍이라는 것.
16. ↑  특정 부분을 터치하고 손가락을 미끄러뜨려 다양한 문자를 입력하는 방식
17. ↑  마사치카가 학생회 임원이 된 이후 급격히 바꾼 생활 패턴에 적응하지 못했기 때문이었고, 이후 아랴에게 기절당한다.
18. ↑  마사치카는 밴드 멤버 5명이 화기애애한 분위기 속에서 연습하는 모습을 보며, 자신이 매니저로서 정말 필요한 존재인지 고민에 빠진다. 복도에 나간 순간 소외감을 느끼고, 피아노를 치던 자신의 과거를 떠올려본다. 이후 아랴가 멤버끼리 이름으로 부르기로 한 사실을 알게 되자, 애칭을 허락했다는 것에 독점욕이 솟구치며 태연히 도망치듯 계단 앞에 섰던 것이다.
19. ↑  헬프 콜은 문제 하나에 한 명만 쓸 수 있다
20. ↑  호감도를 올릴 수 있도록 패배를 인정하고 승자를 칭송한다는 유키의 전략이었다.

### 참조주
1. 1 2  Sun Sun Sun. 《가끔씩 툭하고 러시아어로 부끄러워하는 옆자리의 아랴 양 3》. 제3화 <특히 청소는 하기 싫지 않아?>: 디앤씨미디어. ISBN 9791127865986.
2. 1 2  Sun Sun Sun. 《가끔씩 툭하고 러시아어로 부끄러워하는 옆자리의 아랴 양 5》. 제9화 <이 자식들, 키배 너무 잘하는 거 아냐?>: 디앤씨미디어. ISBN 9791127872786.
3. ↑  Sun Sun Sun. 《가끔씩 툭하고 러시아어로 부끄러워하는 옆자리의 아랴 양 8》. 제6화 <유희>.
4. ↑  このラノ2024 (2023), 8쪽.
5. ↑  Sun Sun Sun. 《가끔씩 툭하고 러시아어로 부끄러워하는 옆자리의 아랴 양 4》. 제3화 <어? 정말?>: 디앤씨미디어. ISBN 9791127867676.
6. ↑  Sun Sun Sun. 《가끔씩 툭하고 러시아어로 부끄러워하는 옆자리의 아랴 양 4.5》. 제3화 <무표정과 식욕>: 디앤씨미디어. ISBN 9791127869373.
7. ↑  Sun Sun Sun. 《가끔씩 툭하고 러시아어로 부끄러워하는 옆자리의 아랴 양 4.5》. 제5화 <이상과 현실>: 디앤씨미디어. ISBN 9791127869373.
8. ↑  Sun Sun Sun. 《가끔씩 툭하고 러시아어로 부끄러워하는 옆자리의 아랴 양 4.5》. 제6화 <창고와 밀실>: 디앤씨미디어. ISBN 9791127869373.
9. ↑  Sun Sun Sun. 《가끔씩 툭하고 러시아어로 부끄러워하는 옆자리의 아랴 양 4.5》. 제9화 <애정 과다와 자신감 과다>: 디앤씨미디어. ISBN 9791127869373.
10. ↑  Sun Sun Sun. 《가끔씩 툭하고 러시아어로 부끄러워하는 옆자리의 아랴 양 4.5》. 제10화 <덜렁이와 점원>: 디앤씨미디어. ISBN 9791127869373.
11. ↑  Sun Sun Sun. 《가끔씩 툭하고 러시아어로 부끄러워하는 옆자리의 아랴 양 4》. 제4화 <아니, 그렇게는 안 돼>: 디앤씨미디어. ISBN 9791127867676.
12. ↑  Sun Sun Sun. 《가끔씩 툭하고 러시아어로 부끄러워하는 옆자리의 아랴 양 4》. 제5화 <그건 씨름이 아니다>: 디앤씨미디어. ISBN 9791127867676.
13. ↑  Sun Sun Sun. 《가끔씩 툭하고 러시아어로 부끄러워하는 옆자리의 아랴 양 4》. 제6화 <나는 거북이가 되고 싶다>: 디앤씨미디어. ISBN 9791127867676.
14. ↑  Sun Sun Sun. 《가끔씩 툭하고 러시아어로 부끄러워하는 옆자리의 아랴 양 4》. 제7화 <둥둥 떠 있었다고 합니다>: 디앤씨미디어. ISBN 9791127867676.
15. ↑  Sun Sun Sun. 《가끔씩 툭하고 러시아어로 부끄러워하는 옆자리의 아랴 양 4.5》. 제11화 <요리와 추리>: 디앤씨미디어. ISBN 9791127869373.
16. ↑  Sun Sun Sun. 《가끔씩 툭하고 러시아어로 부끄러워하는 옆자리의 아랴 양 4》. 제8화 <어찌 보면 아침 기상 몰카?>: 디앤씨미디어. ISBN 9791127867676.
17. ↑  Sun Sun Sun. 《가끔씩 툭하고 러시아어로 부끄러워하는 옆자리의 아랴 양 4.5》. 제12화 <연인과 주인>: 디앤씨미디어. ISBN 9791127869373.
18. ↑  Sun Sun Sun. 《가끔씩 툭하고 러시아어로 부끄러워하는 옆자리의 아랴 양 4》. 제9화 <너한테 폭군이란 소리 듣고 싶지 않아>: 디앤씨미디어. ISBN 9791127867676.
19. ↑  Sun Sun Sun. 《가끔씩 툭하고 러시아어로 부끄러워하는 옆자리의 아랴 양 4》. 제10화 <연심>: 디앤씨미디어. ISBN 9791127867676.
20. ↑  Sun Sun Sun. 《가끔씩 툭하고 러시아어로 부끄러워하는 옆자리의 아랴 양 4.5》. 제13화 <마사치카와 아랴>: 디앤씨미디어. ISBN 9791127869373.
21. ↑  Sun Sun Sun. 《가끔씩 툭하고 러시아어로 부끄러워하는 옆자리의 아랴 양 5》. 제3화 <옆에서 뭘 하려던 거야>: 디앤씨미디어. ISBN 9791127872786.
22. ↑  Sun Sun Sun. 《가끔씩 툭하고 러시아어로 부끄러워하는 옆자리의 아랴 양 5》. 제4화 <남자가 얼굴 붉히는 걸 누가 보고 싶어하겠냐고>: 디앤씨미디어. ISBN 9791127872786.
23. ↑  Sun Sun Sun. 《가끔씩 툭하고 러시아어로 부끄러워하는 옆자리의 아랴 양 5》. 제5화 <러시아어 애교, 줄여서 노출애어(露出愛語)>: 디앤씨미디어. ISBN 9791127872786.
24. ↑  Sun Sun Sun. 《가끔씩 툭하고 러시아어로 부끄러워하는 옆자리의 아랴 양 5》. 제6화 <이번만큼은 내가 무죄라고 생각한다>: 디앤씨미디어. ISBN 9791127872786.
25. ↑  Sun Sun Sun. 《가끔씩 툭하고 러시아어로 부끄러워하는 옆자리의 아랴 양 5》. 제7화 <죄송하지만 이건 유죄예요>: 디앤씨미디어. ISBN 9791127872786.
26. ↑  Sun Sun Sun. 《가끔씩 툭하고 러시아어로 부끄러워하는 옆자리의 아랴 양 5》. 제8화 <그러니까 남자가 얼굴 붉히는 걸(이하 생략)>: 디앤씨미디어. ISBN 9791127872786.
27. ↑  Sun Sun Sun. 《가끔씩 툭하고 러시아어로 부끄러워하는 옆자리의 아랴 양 5》. 제10화 <고집과 긍지>: 디앤씨미디어. ISBN 9791127872786.
28. ↑  Sun Sun Sun. 《가끔씩 툭하고 러시아어로 부끄러워하는 옆자리의 아랴 양 5》. 제11화 <승자는?>: 디앤씨미디어. ISBN 9791127872786.
29. ↑  Sun Sun Sun. 《가끔씩 툭하고 러시아어로 부끄러워하는 옆자리의 아랴 양 5》. 에필로그 <맹세>: 디앤씨미디어. ISBN 9791127872786.
30. ↑  Sun Sun Sun. 《가끔씩 툭하고 러시아어로 부끄러워하는 옆자리의 아랴 양 6》. 제1화 <얘들, 너무 즐기는 거 아니냐고>: 디앤씨미디어. ISBN 9791127875176.
31. ↑  Sun Sun Sun. 《가끔씩 툭하고 러시아어로 부끄러워하는 옆자리의 아랴 양 6》. 제2화 <발경은 오타쿠의 낭만>: 디앤씨미디어. ISBN 9791127875176.
32. ↑  Sun Sun Sun. 《가끔씩 툭하고 러시아어로 부끄러워하는 옆자리의 아랴 양 6》. 제3화 <토론회 이상으로 진심을 발휘해봤습니다>: 디앤씨미디어. ISBN 9791127875176.
33. ↑  Sun Sun Sun. 《가끔씩 툭하고 러시아어로 부끄러워하는 옆자리의 아랴 양 6》. 프롤로그 <나의 마법사>: 디앤씨미디어. ISBN 9791127875176.
34. ↑  Sun Sun Sun. 《가끔씩 툭하고 러시아어로 부끄러워하는 옆자리의 아랴 양 6》. 제6화 <전투력은 중요하다니깐>: 디앤씨미디어. ISBN 9791127875176.
35. ↑  Sun Sun Sun. 《가끔씩 툭하고 러시아어로 부끄러워하는 옆자리의 아랴 양 6》. 제8화 <부러지지 않는다면 부러뜨릴 수밖에 없네>: 디앤씨미디어. ISBN 9791127875176.
36. ↑  Sun Sun Sun. 《가끔씩 툭하고 러시아어로 부끄러워하는 옆자리의 아랴 양 6》. 제9화 <약속은 지키겠어>: 디앤씨미디어. ISBN 9791127875176.
37. ↑  Sun Sun Sun. 《가끔씩 툭하고 러시아어로 부끄러워하는 옆자리의 아랴 양 6》. 제10화 <그 애에게 감사와 작별을>: 디앤씨미디어. ISBN 9791127875176.
38. ↑  Sun Sun Sun. 《가끔씩 툭하고 러시아어로 부끄러워하는 옆자리의 아랴 양 6》. 에필로그 <지금, 이 순간만은>: 디앤씨미디어. ISBN 9791127875176.